# فیلیپوس اینمه
فیلیپوس اینمه (هلندی: Philippus Innemee; ۴ دسامبر ۱۹۰۲ – ۱۰ سپتامبر ۱۹۶۳) دوچرخه‌سوار اهل هلند بود.